# Sean Strickland
Pour les articles homonymes, voir Strickland.
 (novembre 2023).
La mise en forme du texte ne suit pas les recommandations de Wikipédia : il faut le « wikifier ».
Les points d'amélioration suivants sont les cas les plus fréquents. Le détail des points à revoir est peut-être précisé sur la page de discussion.
- Les titres sont pré-formatés par le logiciel. Ils ne sont ni en capitales, ni en gras.
- Le texte ne doit pas être écrit en capitales (les noms de famille non plus), ni en gras, ni en italique, ni en « petit »…
- Le gras n'est utilisé que pour surligner le titre de l'article dans l'introduction, une seule fois.
- L'italique est rarement utilisé : mots en langue étrangère, titres d'œuvres, noms de bateaux, etc.
- Les citations ne sont pas en italique mais en corps de texte normal. Elles sont entourées par des guillemets français : « et ».
- Les listes à puces sont à éviter, des paragraphes rédigés étant largement préférés. Les tableaux sont à réserver à la présentation de données structurées (résultats, etc.).
- Les appels de note de bas de page (petits chiffres en exposant, introduits par l'outil «  Source ») sont à placer entre la fin de phrase et le point final[comme ça].
- Les liens internes (vers d'autres articles de Wikipédia) sont à choisir avec parcimonie. Créez des liens vers des articles approfondissant le sujet. Les termes génériques sans rapport avec le sujet sont à éviter, ainsi que les répétitions de liens vers un même terme.
- Les liens externes sont à placer uniquement dans une section « Liens externes », à la fin de l'article. Ces liens sont à choisir avec parcimonie suivant les règles définies. Si un lien sert de source à l'article, son insertion dans le texte est à faire par les notes de bas de page.
- La présentation des références doit suivre les conventions bibliographiques. Il est recommandé d'utiliser les modèles {{Ouvrage}}, {{Chapitre}}, {{Article}}, {{Lien web}} et/ou {{Bibliographie}}. Le mode d'édition visuel peut mettre en forme automatiquement les références.
- Insérer une infobox (cadre d'informations à droite) n'est pas obligatoire pour parachever la mise en page.

Pour une aide détaillée, merci de consulter Aide:Wikification.
Si vous pensez que ces points ont été résolus, vous pouvez retirer ce bandeau et améliorer la mise en forme d'un autre article.
Sean Thomas Strickland, né le 27 février 1991 à New Bern en Caroline du Nord, est un pratiquant américain d'arts martiaux mixtes (MMA). Il combat dans la catégorie des poids moyens à l'Ultimate Fighting Championship, dont il a été champion de septembre 2023 à janvier 2024.

## Biographie

### Jeunesse et débuts en arts martiaux mixtes
Sean Strickland a grandi à Corona, en Californie, dans un foyer avec un père violent physiquement et mentalement. Irrité par les circonstances à la maison, Strickland a été expulsé de toutes les écoles qu'il fréquentait après avoir été influencé par son grand-père qui n'était guère moins problématique que son père et lui a fait adopter des comportements racistes.
Sean a commencé à s'entraîner aux arts martiaux mixtes à l'âge de 14 ans et se rend compte qu'il était sur la mauvaise voie après avoir été aidé par plein de personnes d'origines et de couleurs différentes. Il revient alors dans le droit chemin et s'en sort grâce au MMA. Il est devenu professionnel à l'âge de 17 ans.

### Carrière à l'Ultimate Fighting Championship
Le combattant américain rentre à l'UFC en 2014, lorsqu'il est en 13-0, après avoir été champion du KOTC. Il combat en -77kg remporte quatre de ses cinq premiers combats avant de rencontrer le futur champion de la catégorie, Kamaru Usman, qui le vaincra par décision. Après un rebond contre Court McGee, Strickland est à nouveau vaincu en 2018, cette fois-ci par le prodige brésilien Elizeu Zaleski (qui sera suspendu, quelques années plus tard, pour cause de dopage). La même année, après une victoire contre le français Nordine Taleb, un grave accident de moto le force à laisser sa carrière en suspens pendant deux ans.
Strickland effectue son retour en 2020 dans une nouvelle catégorie, celle des -84kg dominée par l'invaincu (à l'époque) Israel Adesanya. Il aligne alors cinq victoires consécutives, battant notamment Brendan Allen et Jack Hermansson. En 2022, son élan est cependant freiné par deux défaites contre la légende Alex Pereira, qui deviendra champion par la suite, puis par Jared Cannonier. En 2023, pour se relancer, Strickland affronte une nouvelle fois un français, Nassourdine Imavov, et gagne à la décision. Il bat ensuite Abus Magomedov par TKO et se place en position pour le titre.
Le 10 septembre 2023, Sean Strickland affronte le Nigérian Israel Adesanya, qui a entretemps perdu son statut d'invaincu, pour le titre de champion des poids moyens de l'UFC à l'UFC 293. Adesanya est donné largement favori,. L'Américain rentre directement dans le combat de la plus belle des manières et crée la surprise en envoyant son adversaire au tapis lors du premier round, avant de le gérer à distance et de remporter le combat par décision unanime, signant l'un des plus gros exploits de l'histoire du MMA. Cette victoire permet également à Strickland de remporter son troisième bonus de Performance de la soirée.
Le 21 janvier 2024, il défend pour la première fois son titre face au Sud-Africain Dricus du Plessis, lors de l'UFC 297 à Toronto. Au terme d'un combat très serré, le Sud-Africain l'emporte sur décision partagée et devient le nouveau champion de sa catégorie. Strickland perd alors sa ceinture. Ce combat est désigné Combat de la soirée. La décision des juges est cependant critiquée dans les médias, beaucoup de personnes dont le patron de l'UFC Dana White pensent que Strickland a gagné ce combat.
Le 1er juin 2024, un combat entre Strickland et Paulo Costa est prévu lors de l'UFC 302. Il s'agira d'une confrontation en 5 rounds, en co-main event derrière le choc entre Islam Makhachev et Dustin Poirier.

## Vie privée
En décembre 2018, Sean a été heurté par une voiture alors qu'il conduisait une moto à Los Angeles, le rendant inconscient. Il a subi de nombreuses blessures et a dû être opéré du genou après l'accident.
Son père étant violent avec lui et sa mère, Strickland s'est rapproché de son grand-père qu'il voyait comme un modèle. Celui-ci était en réalité un suprémaciste blanc qui l'a endoctriné durant son enfance et lui a mis des idées néonazies dans la tête. Il admettra plus tard que c'est le MMA qui l'a sauvé à ses quatorze ans:
"C’était une grosse merde", lâche Strickland en parlant de son grand-père. "Il m’a rempli la tête de saloperies. Quand vous êtes au collège et qu’on vous gave d’idées nazies, vous ne comprenez même pas ce que ça veut dire mais quand c’est quelqu’un qui compte pour vous, que vous voyez un peu comme une idole car il est bien plus présent que votre père, vous ne voyez pas tout ça. Cette identité m’a bouffé."
"Je me suis mis à pleurer après la séance. (...) Quand j’ai commencé le MMA, j’ai réalisé que je ne détestais personne, que tout le monde était cool. Beaucoup de ceux qui m’ont aidé n’étaient pas blancs. Les blancs dans ma vie ont plutôt été les gens pourris. Je suis un petit néo-nazi et voilà ces gens qui se mettent à m’aider alors qu’ils ne sont pas blancs. J’ai eu honte de moi et il a fallu l’accepter. Je t’ai détesté toute ma vie à cause de ta couleur de peau et c’est toi qui m’aide? La vie est étrange. (…) C’était comme une thérapie. Ça m’a aidé sur tous mes problèmes. J’avais enfin vu la lumière et tout ça a commencé à connecter dans mon cerveau."
Le père de Sean Strickland est décédé des suites d'un cancer.

## Palmarès en arts martiaux mixtes
| 36 combats     | 29 victoires | 7 défaites |
| Par KO         | 11           | 2          |
| Par soumission | 4            | 0          |
| Sur décision   | 14           | 5          |

| Résultat | Record | Adversaire                | Méthode                                                 | Événement                                  | Date              | Round | Temps | Lieu                                 | Notes                                                                  |
| -------- | ------ | ------------------------- | ------------------------------------------------------- | ------------------------------------------ | ----------------- | ----- | ----- | ------------------------------------ | ---------------------------------------------------------------------- |
| Défaite  | 29-7   | Dricus du Plessis         | Décision unanime                                        | UFC 312 : du Plessis contre Strickland 2   | 9 février 2025    | 5     | 5:00  | Sydney, Australie                    | Pour le titre des poids moyens de l’UFC.                               |
| Victoire | 29-6   | Paulo Costa               | Décision partagée                                       | UFC 302: Makhachev vs. Poirier             | 1er juin 2024     | 5     | 5:00  | Newark, New Jersey, États-Unis       |                                                                        |
| Défaite  | 28-6   | Dricus du Plessis         | Décision partagée                                       | UFC 297: Strickland vs. Du Plessis         | 20 janvier 2024   | 5     | 5:00  | Ontario, Canada                      | Perd le titre des poids moyens de l'UFC. Combat de la soirée.          |
| Victoire | 28-5   | Israel Adesanya           | Décision unanime                                        | UFC 293: Adesanya vs. Strickland           | 10 septembre 2023 | 5     | 5:00  | Sydney, Australie                    | Remporte le titre des poids moyens de l'UFC. Performance de la soirée. |
| Victoire | 27-5   | Abus Magomedov            | TKO (coups de poing)                                    | UFC on ESPN: Strickland vs. Magomedov      | 1er juillet 2023  | 2     | 4:20  | Las Vegas, Nevada, États-Unis        | Retour en poids moyens. Performance de la soirée.                      |
| Victoire | 26-5   | Nassourdine Imavov        | Décision unanime                                        | UFC Fight Night: Strickland vs. Imavov     | 14 janvier 2023   | 5     | 5:00  | Las Vegas, Nevada, États-Unis        | Combat en poids mi-lourds                                              |
| Défaite  | 25-5   | Jared Cannonier           | Décision partagée                                       | UFC Fight Night: Cannonier vs. Strickland  | 17 décembre 2022  | 5     | 5:00  | Las Vegas, Nevada États-Unis         |                                                                        |
| Défaite  | 25-4   | Alex Pereira              | KO (coups de poing)                                     | UFC 276                                    | 2 juillet 2022    | 1     | 2:36  | Las Vegas, Nevada États-Unis         |                                                                        |
| Victoire | 25-3   | Jack Hermansson           | Décision partagée                                       | UFC Fight Night: Hermansson vs. Strickland | 5 février 2022    | 5     | 5:00  | Las Vegas, États-Unis                |                                                                        |
| Victoire | 24-3   | Uriah Hall                | Décision unanime                                        | UFC Fight Night: Hall vs. Strickland       | 31 juillet 2021   | 5     | 5:00  | Las Vegas, Nevada, États-Unis        |                                                                        |
| Victoire | 23-3   | Krzysztof Jotko           | Décision unanime                                        | UFC Fight Night: Reyes vs. Prochazka       | 1er mai 2021      | 3     | 5:00  | Las Vegas, Nevada, États-Unis        |                                                                        |
| Victoire | 22-3   | Brendan Allen             | TKO (coup de poing)                                     | UFC Fight Night: Felder vs. dos Anjos      | 14 novembre 2020  | 2     | 1:32  | Las Vegas, Nevada, États-Unis        | Combat en poids intermédiaire (catchweight).                           |
| Victoire | 21-3   | Jack Marshman             | Décision unanime                                        | UFC Fight Night: Hall vs. Silva            | 31 octobre 2020   | 3     | 5:00  | Las Vegas, Nevada, États-Unis        | Début en poids moyens.                                                 |
| Victoire | 20-3   | Nordine Taleb             | TKO (coup de poing)                                     | UFC Fight Night 138: Oezdemir vs. Smith    | 27 octobre 2018   | 2     | 3:10  | Moncton, Canada                      |                                                                        |
| Défaite  | 19-3   | Elizeu Zaleski dos Santos | TKO (coup de pied retourné à la tête et coups de poing) | UFC 224                                    | 12 mai 2018       | 1     | 3:40  | Rio de Janeiro, Brésil               |                                                                        |
| Victoire | 19-2   | Court McGee               | Décision unanime                                        | UFC Fight Night 120: Poirier vs. Pettis    | 12 novembre 2017  | 3     | 5:00  | Norfolk, Virginie, États-Unis        |                                                                        |
| Défaite  | 18-2   | Kamaru Usman              | Décision unanime                                        | UFC 210                                    | 8 avril 2017      | 3     | 5:00  | Buffalo, New York, États-Unis        |                                                                        |
| Victoire | 18-1   | Tom Breese                | Décision partagée                                       | UFC 199                                    | 4 juin 2016       | 3     | 5:00  | Inglewood, Californie, États-Unis    |                                                                        |
| Victoire | 17-1   | Alex Garcia               | TKO (coups de poing)                                    | UFC Fight Night 83: Cerrone vs. Oliveira   | 21 février 2016   | 3     | 4:25  | Pittsburgh, Pennsylvanie, États-Unis |                                                                        |
| Victoire | 16-1   | Igor Araugo               | Décision unanime                                        | UFC Fight 71 : Mir vs. Duffee              | 15 juillet 2015   | 3     | 5:00  | San Diego, États-Unis                |                                                                        |
| Défaite  | 15-1   | Santiago Ponzinibbio      | Décision unanime                                        | UFC Fight Night: Bigfoot vs. Mir           | 22 février 2015   | 3     | 5:00  | Porto Alegre, Brésil                 | Retour en poids mi-moyens.                                             |
| Victoire | 15-0   | Luke Barnatt              | Décision partagée                                       | UFC Fight Night: Muñoz vs. Mousasi         | 31 mai 2014       | 3     | 5:00  | Berlin, Allemagne                    |                                                                        |
| Victoire | 14-0   | Bubba McDaniel            | Soumission (rear-naked choke)                           | UFC 171                                    | 15 mars 2014      | 1     | 4:33  | Dallas, États-Unis                   |                                                                        |